# Скоген, Энгебрет
Энгебрет Энгебретсен Скоген (норв. Engebret Engebretsen Skogen, 20 августа 1877 — 4 сентября 1968) — норвежский стрелок, призёр Олимпийских игр.
Родился в Лётене. В 1912 году на Олимпийских играх в Стокгольме он завоевал бронзовую медаль в стрельбе из армейской винтовки с трёх положений на дистанции 300 м, а в стрельбе из произвольной винтовки с трёх положений на дистанции 300 м стал 31-м.
Внуком Энгебрета Скогена является Даг Форнесс — чемпион мира по конькобежному спорту 1969 года.